# Länsstyrelse
En länsstyrelse är i Sverige regeringens företrädare i ett län. Fram till 2009 fanns motsvarande organisation i Finland och dess län.

## Historia
Axel Oxenstierna reformerade genom införandet av 1634 års regeringsform statsförvaltningen i Sverige (som då inkluderade nuvarande Finland). En landshövding tillsattes för varje län som kungamaktens högsta civila befallningshavare i respektive län. 
Länsstyrelsens främsta uppgifter blev att vara länets högsta polismyndighet, övervaka att lag och rätt skipades av domstolarna, mota oro och uppror, söka undersåtarnas bästa, samt att kontrollera fogdarna så att skatterna drevs in på rätt sätt. Ansvaret för skatteuppbörden kvarstod hos länsstyrelserna fram till 1909, liksom polisverksamheten fram till utgången av 1997. 
Från 1687 fick landshövdingen, som tidigare biträtts av en landsskrivare till biträde en landssekreterare, en landsbokhållare (titeln ändrades senare till landskamrerare) och en lanträntmästare. Med landshövdingeinstruktionen 1855 infördes en uppdelning av länsstyrelsen i landskansli och landskontor. Landshövdingen benämndes vid denna tid och fram till 1918 Konungens befallningshavare och länet kallades "Hövdingadömet".

### Länsstyrelserna under 1600-talet
Länsstyrelsens närmaste föregångare kom att kallas lantregering. Benämningen lantregering användes också efter 1634 och ännu på 1700-talet som synonymt med länsstyrelse. Lantregeringen växte successivt fram till följd av den kungaförsäkran Gustaf II Adolf lämnade år 1611.. År 1616 utfärdades nya instruktioner för ståthållarna som reglerade förhållandet mellan ståthållarna och fogdarna (se kronofogde). De följande åren fram till 1634 tillkom flera nya förordningar som medförde smärre förändringar.
Från slutet av 1610-talet till början av 1630-talet arrenderades skatterätten ut för ett eller flera fögderier och ståthållaren skulle ha uppsikt också över dessa arrendatorer., , 
Grev- och friherreskapen före 1680 låg utanför länsstyrelsernas förvaltning. För de forna danska landskapen och västra Götaland kom vissa andra regler att gälla till 1719 innebärande bland annat en generalguvernör med vissa militära befogenheter var överordnade landshövdingarna.
Landsstaten var samlingsbeteckningen för all personal underställd landshövdingen. Landshövdingarna biträddes av en handsekreterare och en bokhållare. I fögderierna fanns kronofogdar, häradsskrivare och kronolänsmän. Innan 1600-talets slut fanns på samtliga läns stater också en lantmätare, en eller flera landsgevaldiger eller landsprofosser (en sorts rättsbetjänter). Från senast 1687 fanns även en lanträntmästare. I vissa län fanns också proviantmästare eller proviantskrivare (föreståndare för kronomagasin), skarprättare och mot århundrades slut också läkare och skrivare som biträden åt bokhållaren och landssekreteraren. Ibland påträffas också postmästare och fjärdingsmän med flera på landsstaten..

### Länsstyrelserna under 1700-talet
Länsstyrelsen var en så kallad enpersonsmyndighet. Landshövdingeinstruktion 1734 § 44 fastställde dock att landssekreteraren respektive landskamreraren skulle kontrasignera alla utgående handlingar inom deras respektive område.. År 1752 fastställde K. Maj:t en uppdelning mellan de två tjänstemännen. Detta påverkade hur handlingar kom att arkiveras – i praktiken hade två avdelningar skapats, ett landskansli och ett landskontor. Denna uppdelning bekräftades genom reformen 1855  samtidigt som länsstyrelsen blev en kollegial myndighet.
Det infördes nya yrkesbeteckningar. Landssekreterarens biträden kom att kallas kansliskrivare eller landskanslist medan landskamrerarens medarbetare kallades landskontorsskrivare eller landskontorist. En länsbokhållare anställdes att biträda landskamreraren och i slutet av 1700-talet en länsnotarie att biträda landssekreteraren, något dock den senare själv fick avlöna.

### Länsstyrelserna under 1800-talet
Först 1853 fördes länsnotarierna upp på landsstaten.
1855 års instruktion som kom att gälla till 1918 skilde sig mycket lite från den tidigare. Den största nyheten var föredragande tjänstemans rätt att reservera sig mot ett beslut och att denna reservation kunde bifogas till avsända handlingar.

### Länsstyrelserna under 1900-talet
Fram till bildandet av länsrätterna 1979 sorterade även länsskatterätten under länsstyrelsen.
1 juni 1991 genomfördes en omorganisation av länsstyrelsen i syfte att stärka länsstyrelsens roll. I samband med detta överfördes ett flertal uppgifter från statliga länsorgan till länsstyrelsen.

## Länsstyrelserna i Sverige
Länsstyrelsen är regeringens företrädare i länen. Den viktigaste uppgiften är att se till att de mål som riksdagen och regeringen slagit fast inom en rad olika politikområden uppnås samtidigt som hänsyn tas till länets förutsättningar. Länsstyrelserna är alltså statliga myndigheter till skillnad från regionerna, som är en form av kommun, med fullmäktige som väljs av invånarna.
De 21 länsstyrelserna har sammanlagt cirka 6 800 anställda. Länsstyrelsen leds av en landshövding som regeringen utser. Även landshövdingens närmaste medarbetare, länsrådet eller länsöverdirektören, utses av regeringen. Personalen i övrigt anställs av länsstyrelsen.

### Länsstyrelsens ansvar och uppgifter
| ”                                                                                | 1 § I varje län finns en länsstyrelse som svarar för den statliga förvaltningen i länet, i den utsträckning inte någon annan myndighet har ansvaret för särskilda förvaltningsuppgifter. 2 § Länsstyrelsen ska verka för att nationella mål får genomslag i länet samtidigt som hänsyn ska tas till regionala förhållanden och förutsättningar. Länsstyrelsen ska utifrån ett statligt helhetsperspektiv arbeta sektorsövergripande och inom myndighetens ansvarsområde samordna olika samhällsintressen och statliga myndigheters insatser. Länsstyrelsen ska främja länets utveckling och noga följa tillståndet i länet samt underrätta regeringen om dels det som är särskilt viktigt för regeringen att ha vetskap om, dels händelser som inträffat i länet. Länsstyrelsen ska vidare ansvara för de tillsynsuppgifter som riksdagen eller regeringen har ålagt den. 3 § Länsstyrelsen har bland annat uppgifter i fråga om 1. trafikföreskrifter 2. livsmedelskontroll, djurskydd och allmänna veterinära frågor 3. regional tillväxt 4. infrastrukturplanering 5. hållbar samhällsplanering och boende 6. energi och klimat 7. kulturmiljö 8. skydd mot olyckor, krisberedskap och civilt försvar 9. naturvård, samt miljö- och hälsoskydd 10. lantbruk och landsbygd 11. fiske 12. folkhälsa 13. jämställdhet 14. integration. 4 § Länsstyrelsens uppgifter omfattar också 1. de allmänna valen 2. tillsyn över veterinärers verksamhet samt ledning och samordning av åtgärder mot djursjukdomar 3. tillsyn över att fastighetsinnehav avvecklas enligt 18 kap 7 § ärvdabalken. | „ |
| – Svensk författningssamling Förordningen (2007:825) med länsstyrelseinstruktion | |   |

### Sveriges länsstyrelser
- Länsstyrelsen i Blekinge län
- Länsstyrelsen i Dalarnas län
- Länsstyrelsen i Gotlands län
- Länsstyrelsen i Gävleborgs län
- Länsstyrelsen i Hallands län
- Länsstyrelsen i Jämtlands län
- Länsstyrelsen i Jönköpings län
- Länsstyrelsen i Kalmar län
- Länsstyrelsen i Kronobergs län
- Länsstyrelsen i Norrbottens län
- Länsstyrelsen i Skåne län
- Länsstyrelsen i Stockholms län
- Länsstyrelsen i Södermanlands län
- Länsstyrelsen i Uppsala län
- Länsstyrelsen i Värmlands län
- Länsstyrelsen i Västerbottens län
- Länsstyrelsen i Västernorrlands län
- Länsstyrelsen i Västmanlands län
- Länsstyrelsen i Västra Götalands län
- Länsstyrelsen i Örebro län
- Länsstyrelsen i Östergötlands län

### Historiska länsstyrelser
- Länsstyrelsen i Göteborgs och Bohus län
- Länsstyrelsen i Kristianstads län
- Länsstyrelsen i Malmöhus län
- Länsstyrelsen i Skaraborgs län
- Länsstyrelsen i Älvsborgs län

## Länsstyrelserna i Finland
Innan länsstyrelserna och länen i Finland avskaffades vid utgången av 2009 var de gemensamma regionala myndigheter för sju olika ministerier. Deras uppgift var att genomföra riksomfattande och regionala målsättningar som centralförvaltningen uppställt. I princip fungerade länsstyrelserna på samma sätt som under Axel Oxenstiernas dagar, men det var först i början av 1800-talet som landsregeringen blev länsstyrelse.
Länsstyrelsen leddes av en landshövding, som utnämndes av presidenten. Drygt tusen personer arbetade vid de sex länsstyrelserna när de avskaffades. Fem av dessa ersattes 1 januari 2010 av sex regionförvaltningsverk och femton närings-, trafik- och miljöcentraler. De nya regionförvaltningsverken motsvarar i stor utsträckning de dåvarande länen, utom tidigare Västra Finlands län, som delades i två regionförvaltningsverk. Den sjätte Åland finns kvar som ett självstyrt landskap.